# 잉글리시 호른
잉글리시 호른(English horn, Cor anglais)은 오보에 계통의 악기이다.
5도 낮은 바조의 오보에로서 코랑글레라고도 한다. 관의 길이는 약 81cm로 소리가 나가는 부분은 오보에와는 달리 불룩하다. 리드는 물기 쉽게 굽은 부는 관의 끝에 붙어 있다. 기본적인 주법은 오보에와 같으며 오보에의 제2주자가 교대로 연주하기도 한다. 음역은 바음으로부터 내림나2음까지이며 19세기 중엽부터 일반적으로 오케스트라에서 쓰이게 되었다. 이 밖에 오보에보다 단3도 낮은 가조의 오보에 다모레, 옥타브 낮은 바리톤 오보에, 그 개량형이지만 조금 특수한 헤켈폰 등 많은 종류가 있다. 오보에의 직접 조상은 중세의 칼라무스(라틴어: calamus), 숌(shawm)이라고 불리는 한 무리의 겹서악기이다. 그 중에서 높은음인 것이 14세기 말 이후 오보아라고 불리게 되었고 각지에서 독자(獨自)의 발달을 하였다. 오늘날의 오보에는 주로 프랑스에서 개량된 것으로 19세기에 뵘식 플루트의 키(key)시스템이 채용되어 앞서 말한 콩세르바트와르식에 이르렀다. 주법에 있어 연주자는 관 이면의 받침키를 오른손 엄지손가락에 걸어 전체를 받치고 다른 9손가락으로 구멍과 키를 조작한다. 잉글리시 호른은 목에 줄로 걸기도 한다. 겹서악기는 발음하기 위하여서 불어넣는 숨의 양은 적어도 되며 매우 긴 악구를 한숨에 연주할 수가 있다. 트크(관악기의 기본적인 기교로서 혀로 공기를 중단하는 기술. 운설법(運舌法)이라고도 한다)는 금관악기나 플루트와 달리 직접 혀를 리드에 대어서 하기 때문에 가벼운 스타카토를 빨리 연주할 수 있음과 동시에 트크에 의한 어택 없이 음을 낼 수도 있다.